# Генеалогия Вельфов
Генеалогия Вельфов (лат. Genealogia Welforum) — составленная на латинском языке неизвестным автором ок. 1126 г. история немецкой ветви рода Вельфов. История рода изложена со второй половины IX в. до начала XII в.

## Издания
- Genealogia Welforum / ed. G. Waitz // MGH SS. T. XIII. Hannover, 1881, p. 733—734[2].

- Historia Welforum neu heraugegeben, uebersetzt und erlaeutert von Erich Koenig (Schwaebusche Chroniken der Stauferzeit. Herausgegeben von Wuertt. Kommission fuer Landesgeschichte. Bd- 1). Stuttgart-Berlin. 1938.

- Geschichte der Welfen. Phaidon. Essen 1996.

- Латиноязычные источники по истории Древней Руси. Германия. Вып. I. Середина IX — первая половина XII в. — М. Институт истории АН СССР, 1989.

## Переводы на русский язык
- Генеалогия Вельфов Архивная копия от 10 мая 2012 на Wayback Machine в переводе М. Б. Свердлова на сайте Восточная литература

- Генеалогия Вельфов Архивная копия от 10 мая 2012 на Wayback Machine в переводе О. Бурнгарда на сайте Восточная литература

- Генеалогия Вельфов Архивная копия от 10 мая 2012 на Wayback Machine в переводе А. Г. Алексаняна на сайте Восточная литература